# Barclays Center
Barclays Center – hala sportowa znajdująca się na Brooklynie w Nowym Jorku.

## Użytkownicy
Z hali korzysta zespół koszykarski ligi NBA, Brooklyn Nets (do 2012 roku działający pod nazwą New Jersey Nets). Od 2015 roku swoje mecze w hali rozgrywa drużyna hokejowa ligi NHL, New York Islanders (termin podpisanej umowy wynosi 25 lat).

## Informacje
- rozpoczęcie prac budowlanych: 11 marca 2010
- otwarcie: 2012
- koszt budowy: 1 miliard USD
- pojemność:
  - hala hokeja: 14 500 miejsc
  - hala koszykówki: 18 103 miejsc
  - hala koncertowa: 19 000 miejsc

## Wydarzenia niesportowe

### Koncerty
| Data                      | Główna gwiazda                   | Support                                         | Trasa koncertowa           | Sprzedane bilety | Dodatkowe informacje            |
| ------------------------- | -------------------------------- | ----------------------------------------------- | -------------------------- | ---------------- | ------------------------------- |
| 28 września 2012(dts)     | Jay-Z                            |                                                 |                            | 121 058          |                                 |
| 29 września 2012(dts)     | Jay-Z                            |                                                 |                            | 121 058          |                                 |
| 30 września 2012(dts)     | Jay-Z                            |                                                 |                            | 121 058          |                                 |
| 1 października 2012(dts)  | Jay-Z                            |                                                 |                            | 121 058          |                                 |
| 3 października 2012(dts)  | Jay-Z                            |                                                 |                            | 121 058          |                                 |
| 4 października 2012(dts)  | Jay-Z                            |                                                 |                            | 121 058          |                                 |
| 5 października 2012(dts)  | Jay-Z                            |                                                 |                            | 121 058          |                                 |
| 6 października 2012(dts)  | Jay-Z                            | gościnnie na scenie Beyoncé                     |                            | 121 058          |                                 |
| 11 października 2012(dts) | Barbra Streisand                 | Chris Botti i Il Volo                           | Barbra Live                | 31 176           |                                 |
| 13 października 2012(dts) | Barbra Streisand                 | Chris Botti i Il Volo                           | Barbra Live                | 31 176           |                                 |
| 14 października 2012(dts) | Kirk Franklin                    | Donnie McClurkin, Marvin Sapp i Israel Houghton | The King's Men Tour        |                  |                                 |
| 22 października 2012(dts) | Rush                             |                                                 | Clockwork Angels Tour      | 9904             |                                 |
| 31 października 2012(dts) | The Smashing Pumpkins            | Morning Parade                                  |                            |                  |                                 |
| 12 listopada 2012(dts)    | Justin Bieber                    | Cody Simpson i Jaden Smith                      | Believe Tour               | 14 261           |                                 |
| 14 listopada 2012(dts)    | The Who                          | Vintage Trouble                                 | The Who Tour 2012–2013     | 11 567           |                                 |
| 21 listopada 2012(dts)    | Bob Dylan                        | Mark Knopfler                                   | Never Ending Tour 2012     | 9679             |                                 |
| 24 listopada 2012(dts)    | Juan Luís Guerra                 | Juanes                                          |                            |                  |                                 |
| 3 grudnia 2012(dts)       | Neil Young i Crazy Horse         | Patti Smith                                     |                            |                  |                                 |
| 5 grudnia 2012(dts)       | Andrea Bocelli                   | Katherine Jenkins i Maria Aleida                | US Fall Tour               | 13 275           |                                 |
| 8 grudnia 2012(dts)       | The Rolling Stones               |                                                 |                            | 14 471           | część obchodów 50-lecia zespołu |
| 10 grudnia 2012(dts)      | The Smashing Pumpkins            | Morning Parade                                  |                            |                  |                                 |
| 17 grudnia 2012(dts)      | UB40                             | Maxi Priest, Beres Hammond i Shaggy             |                            |                  |                                 |
| 20 grudnia 2012(dts)      | Leonard Cohen i The Webb Sisters |                                                 |                            |                  |                                 |
| 21 grudnia 2012(dts)      | Dave Matthews Band               | The Lumineers                                   | 2012 Winter Tour           |                  |                                 |
| 30 grudnia 2012(dts)      | Coldplay                         | Naturally 7                                     | Mylo Xyloto Tour           | 16 014           |                                 |
| 31 grudnia 2012(dts)      | Coldplay i Jay-Z                 |                                                 | Mylo Xyloto Tour           | 16 105           |                                 |
| 6 lutego 2013(dts)        | Mumford & Sons                   | The Felice Brothers                             |                            |                  |                                 |
| 12 lutego 2013(dts)       | Mumford & Sons                   | Ben Howard i Haim                               |                            |                  |                                 |
| 15 lutego 2013(dts)       | Marc Anthony                     |                                                 |                            |                  |                                 |
| 16 lutego 2013(dts)       | Marc Anthony                     |                                                 |                            |                  |                                 |
| 28 lutego 2013(dts)       | Itzhak Perlman                   |                                                 |                            |                  |                                 |
| 2 marca 2013(dts)         | Swedish House Mafia              |                                                 | One Last Tour              |                  |                                 |
| 3 marca 2013(dts)         | Swedish House Mafia              |                                                 | One Last Tour              |                  |                                 |
| 4 marca 2013(dts)         | Swedish House Mafia              |                                                 | One Last Tour              |                  |                                 |
| 5 kwietnia 2013(dts)      | Alicia Keys                      | Miguel                                          | Set the World on Fire Tour |                  |                                 |
| 7 kwietnia 2013(dts)      | Green Day                        | Best Coasts                                     | ¡Uno!, ¡Dos!, ¡Tré! Tour   |                  |                                 |
| 4 maja 2013(dts)          | Rihanna                          | ASAP Rocky                                      | Diamonds World Tour        |                  |                                 |
| 5 maja 2013(dts)          | Rihanna                          | ASAP Rocky                                      | Diamonds World Tour        |                  |                                 |

### Festiwale muzyczne
| Data                      | Nazwa                               | Gwiazdy                                                                                           |
| ------------------------- | ----------------------------------- | ------------------------------------------------------------------------------------------------- |
| 26 października 2012(dts) | Sensation Innerspace 2012           | Fedde Le Grand, Dennis Ferrer, Joris Voorn, Danny Tenaglia, Mark Knight, 2000 and One i Mr. White |
| 27 października 2012(dts) | Sensation Innerspace 2012           | Fedde Le Grand, Dennis Ferrer, Joris Voorn, Danny Tenaglia, Mark Knight, 2000 and One i Mr. White |
| 2 listopada 2012(dts)     | Caribbean Fever Music Festival 2012 | Slick Rick, Mr. Vegas, Doug E. Fresh, Machel Montano i Alison Hinds                               |
| 17 grudnia 2012(dts)      | Caribbean Fever Music Festival 2012 | Slick Rick, Mr. Vegas, Morgan Heritage, Doug E. Fresh, Machel Montano, Baby Cham i Alison Hinds   |

### Inne
- 25 sierpnia 2013(dts) – gala MTV Video Music Awards 2013 WWE NXT Takeover 2015   WWE Summerslam 2015